# Поняття та класифікація юридичних фактів у сімейному праві
У сімейному праві підставами виникнення, зміни і припинення сімейних правовідносин є юридичні факти.
Юридичні факти – це такі конкретні життєві обставини, які спричинюють виникнення, зміну або припинення сімейних право-відносин.
Юридичні факти в сімейному праві поділяються на окремі види.
1. За вольовою ознакою, тобто залежно від ступеня зумовленості настання юридичного факту волею особи, юридичні факти поділяються так:
а) юридичні дії;
б) юридичні події.
Юридичні дії – це такі юридичні факти, які ґрунтуються на
волевиявленні учасників сімейних відносин.
Дії поділяються на правомірні та неправомірні
.
Правомірні – дії, які відповідають сімейно-правовим нормам і не порушують прав та інтересів учасників сімейних відносин. Вони мають найбільше поширення і становлять основну масу юридичних фактів у сімейному праві.
Правомірні юридичні дії в сімейному праві поділяються на такі види:
а) юридичні акти (правочини, адміністративні акти, судові рішення). Юридичні акти безпосередньо спрямовані на настання
юридичних наслідків. Так, подружжя, що укладає певний правочин, має на меті передати майно у власність, встановити режим користування майном, поділити майно тощо
;
б) юридичні вчинки. Вони відрізняються від юридичних актів тим, що особа, яка здійснює юридичний вчинок, не має на меті настання юридичних наслідків.
Неправомірними визнаються дії, які суперечать нормам сімейного права, порушують права та інтереси учасників сімейнихправовідносин (несплата аліментів, незаконне відібрання дитини в батьків, невиконання договору тощо).
Юридичні події – це такі конкретні життєві обставини, які не залежать від волі учасників сімейних відносин (абсолютні події) або частково залежать від неї (відносні події). Абсолютні події – виникають і розвиваються незалежно від волі суб’єктів (наприклад,народження дитини). Відносні події – виникають з волі суб’єктів, але розвиваються незалежно від їхньої волі.

#### Загальні ознаки юридичних фактів
1. Юридичний факт - це явище реальної дійсності.
2. Юридичні факти існують незалежно від свідомості людей.
3. Юридичні факти тягнуть певні правові наслідки: виникнення, зміну або припинення правовідносин.

#### Специфічні ознаки юридичних фактів у сімейному праві
1. Вони передбачені нормами сімейного законодавства.
2. Певні правові наслідки в сімейному право найчастіше пов'язані не з одним юридичним фактом, а за їх сукупністю - фактичним складом.
3. Досить часто в сімейному праві якості юридичних фактів виступають стану (спорідненість, шлюб, усиновлення).
4. Стану носять що триває характер і можуть неодноразово виступати як підстави виникнення, зміни, припинення сімейних прав та обов'язків.
5. Велике значення в сімейному праві надається термінам як виду юридичних фактів.